# Ddrescue
GNU ddrescue是一個用於磁碟、CD-ROM與其他數位儲存媒體的資料恢復工具。其將原始儲存區塊（如磁區）從一個裝置或檔案複製到另一個，同時以智慧型方式處理讀取錯誤，透過從部份讀取的區塊中擷取尚稱良好的磁區來最小化資料損失。
GNU ddrescue是用C++程式語言編寫的，並以开源軟體的形式提供，最初於2004年釋出。大部分Linux发行版也會以可執行檔的形式提供此軟體。

## 簡介
ddrescue使用複雜的演算法從磁碟與其他儲存裝置複製資料，如果資料有問題，則盡可能不要造成額外的損害。其被認為是自由及开放源代码软件中最複雜的區塊大小變更演算法實作，且是相當基礎的資料恢復工具。
複製過程的狀態紀錄會被記錄在對映檔案中（以前稱為紀錄檔），協助復原演算法中多個步驟的進度，且有助於中斷復原，並根據需求重複使用它以復原更多資料。此程式不會在輸入中寫入零來取代損毀的區塊，因此先前未遇到的錯誤不會破壞已復原的區塊。這也使得合併多個有問題的CD-ROM或DVD為一個備份檔案成為可能。因為有對映檔案，因此只需要從第二個與後續的副本中讀取所需的區塊就好了。
ddrescue也有填充模式，可以選擇性覆寫輸出檔案中的特定部份，其用途包含了抹除資料、標記損毀區域，或是在部份情況下修復損毀的磁區。

## 無關的復原工具
GNU ddrescue並非dd的衍生軟體，雖然dd也是從磁碟儲存空間複製區塊，但其演算法與其他運作方式均不相同。
GNU ddrescue也不同於名字類似的dd_rescue。

## 外部連結
- GNU ddrescue手冊 （页面存档备份，存于）